# Stag (filme)
Stag é um filme estadunidense de suspense psicológico de 1997, dirigido por Gavin Wilding, feito para a HBO e mais tarde lançado nos cinemas após obter grande audiência. Stag apresenta um elenco que inclui Ben Gazzara, Andrew McCarthy, Taylor Dayne, Mario Van Peebles, Lawrence Leritz, William McNamara, John Henson, Kevin Dillon, e Jerry Stiller. Foi produzido pela Lions Gate Entertainment.

## Sinopse
Na despedida de solteiro de Ken, um grupo de homens está festejando com duas irmãs stripper chamadas Serena (Taylor Dayne) e Kelly (Jenny McShane). Serena rouba um dos homens e faz amor com ele, enquanto um grupo de homens festeja com sua irmã Kelly. Kelly acidentalmente cai no chão de pedra e morre. Outra pessoa, seu guarda-costas, também morre em um acidente. Chegando e presenciando as mortes acidentais de Kelly e seu guarda-costas, Serena começa a chorar e confronta um grupo de homens, que dão um fraco pedido de desculpas.
Dois dos homens sequestram Serena e a mantêm como refém no andar de cima. Um grupo de homens cobre seus rastros e elimina os corpos das duas pessoas falecidas. Um salvador liberta Serena, mas ele e Serena são sequestrados por seus captores. Ele e Serena são resgatados mais tarde. Agarrando as duas armas em suas mãos, Serena atira e mata seus sequestradores.
A razão pela qual a festa selvagem começou foi virar o jogo contra Ken, que sempre fizera dos outros o assunto de suas pegadinhas. 

## Elenco
- Mario Van Peebles como Michael Barnes
- Andrew McCarthy como Pete Weber
- Kevin Dillon como Dan Kane
- Taylor Dayne como Serena
- John Stockwell como Victor Mallick
- William McNamara como Jon DiCapri
- John Henson como Timan Bernard
- Jerry Stiller como Ted
- Ben Gazzara como Frank Grieco

## Lançamento
Stag estreou na HBO em junho de 1997.

## Recepção
Brendan Kelly, da Variety, chamou-o de "um thriller psicológico eficiente" que "se torna um pouco previsível". Nathan Rabin do The A.V. Club chamou de "teatral, mal escrito e terrivelmente previsível". TV Guide classificou-o com 2/4 estrelas e chamou-o de "um drama de suspense às vezes emocionante, às vezes frustrante". Kevin Thomas, do Los Angeles Times, chamou o filme de "implacavelmente óbvio e tedioso".
Foi comparado a Very Bad Things de 1998, um filme que também gira em torno da morte de uma stripper em uma despedida de solteiro.  Os produtores de Very Bad Things não sabiam de Stag enquanto o filme estava sendo escrito. No momento em que Very Bad Things começou a ser financiado, os produtores descobriram sobre Stag, e mudanças foram feitas no roteiro para torná-lo menos semelhante.